# Aristolochia foetida
Aristoloche fétide
Espèce
Aristolochia foetida est une espèce de plantes à fleurs de la famille des Aristolochiaceae. Originaire du Mexique, elle pousse principalement dans le biome tropical à saison sèche

## Description
Liane grêle glabre, d'odeur désagréable, à gros rhizomes noueux, spongieux, ligneux. Les feuilles sont triangulaires ovées à largement ovées, profondément cordées. Les fleurs axillaires sont solitaires,.

## Répartition et habitat
Aristolochia foetida est originaire du Mexique et pousse dans les climats chauds, semi-chauds et tempérés entre 500 et 1 880 m d'altitude. Cette liane est associée aux forêts tropicales à feuilles caduques et subdécidues, aux forêts d'épineux, aux forêts mésophiles de montagne, aux chênes et aux pins.

## Toxicité
Les plantes de cette famille contiennent de l'acide aristolochique qui a des propriétés antiinflamatoires et antitumorales, mais toxiques pour les reins

## Systématique
Le nom correct complet (avec auteur) de ce taxon est Aristolochia foetida Kunth.
Ce taxon porte en français le nom vernaculaire ou normalisé suivant : Aristoloche fétide.
Aristolochia foetida a pour synonymes :
- Aristolochia anguicida Pav.
- Aristolochia anguicida Pav. ex Duch.
- Aristolochia longipes S.Watson
- Aristolochia valentina Duch.
- Aristolochia velutina Duch.
- Howardia foetida (Kunth) Klotzsch

### Étymologie
Son nom générique Aristolochia dérivé des mots Grec aristos (άριστος) = « qui est utile » et locheia (λοχεία) = « naissance », en raison de son utilisation ancienne comme aide à l'accouchement,. Toutefois, selon Cicéron, la plante doit son nom à un certain « Aristolochos » qui, à la suite d'un rêve, avait appris à l'utiliser comme antidote contre les morsures de serpent.
« L'aristoloche était ainsi appelée parce qu'il semble qu'elle aidait les femmes à accoucher. « ....La ronde a une vertu contre tous les autres poisons ; mais la longue résiste aux dégâts des serpents et de tout poison mortel si l'on boit une drachme médicinale avec du vin et qu'on l'applique aussi à l'extérieur. Bue avec du poivre et de la myrrhe, elle expulse les menstrues, les paires et la créature de l'utérus ; et elle fait la même chose mise dans la nature de la femme. Pedacio Dioscorides Anazarbeo, sur la matière médicinale et les poisons mortels. » Andrés Laguna. 1566, Salamanque. ».
L'épithète spécifique vient du latin foetida, « à l'odeur désagréable ».